# Walter Bedell Smith
Walter Bedell "Beetle" Smith (5 oktober 1895 – 9 augustus 1961) was een Amerikaans militair, de chef-staf van Dwight D. Eisenhower in de Tweede Wereldoorlog, inlichtingenofficier en later ambassadeur voor de Verenigde Staten in de Sovjet-Unie.
Hij was degene die eind april 1945 de besprekingen leidde in Achterveld met Arthur Seyss-Inquart, de Reichskommissar für die besetzten niederländischen Gebiete, over voedselhulp voor het door de hongerwinter zwaar getroffen westen van Nederland. Deze besprekingen waren de aanloop tot de capitulatiebespreking in Wageningen. 
Van 1950 tot 1953 was Smith directeur van de Central Intelligence Agency (CIA).

## Militaire loopbaan
- Second Lieutenant, United States Army: 27 november 1917[2]
- Tijdelijk First Lieutenant, United States Army: 10 september 1918[2]
- First Lieutenant, United States Army: 1 juli 1920[2]
- Captain, United States Army: 24 september 1929[2][3]
- Major, United States Army: 1 januari 1939[2][4]
- Tijdelijk Lieutenant Colonel, United States Army: april 1941[2]
- Lieutenant Colonel, United States Army: mei 1941[2]
- Tijdelijk Colonel, United States Army: juli 1941[2]
- Colonel, United States Army: 30 augustus 1941[5]
- Tijdelijk Brigadier General, United States Army: februari 1942[2]
- Tijdelijk Major General, United States Army: november 1942[2]
- Lieutenant General, United States Army: 13 januari 1944[1][6]
- Major General, United States Army: augustus 1945[2]
- General, United States Army: 1 juli 1951[2][7]

## Decoraties
- Distinguished Service Medal (U.S. Army) met twee Oak Leaf Clusters (3 x)
- Distinguished Service Medal (US Navy)
- Legioen van Verdienste
- Bronze Star
- World War I Victory Medal (United States) met drie veldslagen [gesp]
- Amerikaanse Defensie Service Medaille
- Europa-Afrika-Midden Oosten Campagne Medaille met zeven Service Sterren
- World War II Victory Medal
- Bezettingsmedaille voor het Leger met "DUITSLAND" gesp
- National Defense Service Medal
- National Security Medal
- Grootkruis in de Kroonorde
- Croix de Guerre met Palm
- Grootkruis in de Orde van Militaire Verdienste
- Grootkruis in de Orde van Verdienste
- Commandeur in de Orde van de Witte Leeuw
- Oorlogskruis 1939-1945
- Grand Officier in the Legion of Honour
- Croix de guerre 1914-1918 met Palm
- Croix de guerre 1939–1945 met Palm
- Ridder Commandeur in de Orde van het Bad[6]
- Ridder Commandeur in de Orde van het Britse Rijk
- Grootkruis in de Orde van de Eikenkroon
- Grootkruis in de Orde van Sharifian Alawaidis
- Ridder Grootkruis in de Orde van de Nederlandse Leeuw
- Zilveren kruis in de Virtuti Militari
- Commandeur met ster in de Orde Polonia Restituta
- Orde van het Grunwald Kruis, 2e klasse
- Grootkruis in de Orde van de Glorie
- Orde van Koetoezov, 1e klasse